# 31737 Carriecoombs
31737 Carriecoombs è un asteroide della fascia principale. Scoperto nel 1999, presenta un'orbita caratterizzata da un semiasse maggiore pari a 2,3751546 UA e da un'eccentricità di 0,0783967, inclinata di 6,00517° rispetto all'eclittica.